# Alma de América
Alma de América ist ein mexikanischer Film aus dem Jahr 1931, der von dem Filmregisseur Adolfo Bustamante Moreno gedreht wurde. Es handelt sich um einen religiösen Semi-Dokumentarfilm, dessen Drehbuch von Alfredo Lerron und Juan Pompa y Pompa geschrieben wurde. 
Der Film erzählt die Geschichte eines Farmers und seiner Kinder. Dieser schildert ihnen die Geschichte Mexikos, wobei vergangene Ereignisse als Rückblicke gezeigt werden. Dabei betont er vor allem religiöse Ereignisse wie etwa das Erscheinen der Jungfrau von Guadalupe. 1931 besuchen der Farmer und Raffael, sein ältester Sohn, die Basilica de Nuestra Señora Guadalupe anlässlich des 400. Jahrestages des Erscheinens der Jungfrau. Dort lernt Raffael Angélica kennen und die beiden verlieben sich ineinander. Zwar werden die beiden getrennt, aber zehn Jahre später treffen sie sich an selbem Ort wieder und kommen zusammen.
Der Film wurde von der Filmgesellschaft La Mexicana produziert. Die Produktion wurde erst im Jahr 1941 abgeschlossen. Alma de América wurde nicht kommerziell veröffentlicht. Die Finanzierung wurde wahrscheinlich von der Kirche übernommen. Die Schauspieler waren Amateurdarsteller.